# Kupfer-Felsenbirne
Die Kupfer-Felsenbirne (Amelanchier lamarckii), in Norddeutschland auch Korinthenbaum genannt, ist eine Pflanzenart aus dem Nordosten der USA. Sie wird wegen ihrer weißen Blüten, der kupferroten Tönung der jungen Blätter und der prächtigen Herbstfärbung häufig als Ziergehölz verwendet. Ihre Früchte sind ungiftig und wohlschmeckend.

## Beschreibung
Die Kupfer-Felsenbirne ist ein sommergrüner Strauch und wird meist 2 bis 5 Meter hoch, kann aber unter günstigen Bedingungen zu einem mehrstämmigen, bis zu 10 Meter hohen Baum mit abgeflachter Krone heranwachsen. 
Die wechselständigen, gestielten und, oft spitzig, gesägten Laubblätter entfalten sich während der Blütezeit Ende April. Sie sind anfangs bronze- bis kupferfarben und besonders unterseits dicht silbrig behaart. In der Knospenlage sind die Spreitenhälften zusammengeklappt (conduplicat). Die voll entwickelten, meist spitzen Blätter sind 4 bis 9 cm lang und 2 bis 5 cm breit, eiförmig bis verkehrt-eiförmig, manchmal leicht herzförmigen, oberseits matt grün und unterseits hell blaugrün. Im Herbst verfärben sie sich leuchtend gelb bis orangerot.
Die 2 bis 3 cm großen, geruchlosen, zwittrigen, gestielten, fünfzähligen Blüten stehen in schräg aufrechten oder leicht überhängenden, kurzen und 6- bis 12-blütigen Trauben. Es ist ein kleiner, behaarter Blütenbecher vorhanden. Die dreieckigen Kelchblätter sind innen zottig behaart. Die Blüten besitzen fünf ausladende, weiße, bis 1,5 Zentimeter lange, schmal verkehrt-eiförmige Kronblätter sowie 20 ungleich lange Staubblätter und fünf kurze, genäherte und an der Spitze freie Griffel mit kleinen, kopfigen Narben. Es ist ein unterständiger, oberseits kahler Fruchtknoten sowie ein Diskus vorhanden.
Die lang gestielten, vom Kelch gekrönten, etwa 1 cm großen, kugeligen, mehrsamigen, „bereiften“ Früchte sind anfangs hell purpurrot. Bei der Reife, die je nach Höhenlage zwischen Ende Juni und Mitte Juli eintritt, werden sie blauschwarz und schmecken angenehm süß.
Die Früchte werden als Ganzes von Vögeln, z. B. von Drosseln, Staren oder Tauben gefressen, so dass die Samen ornithochor verbreitet werden.
Die Chromosomenzahl beträgt 2n = 68.

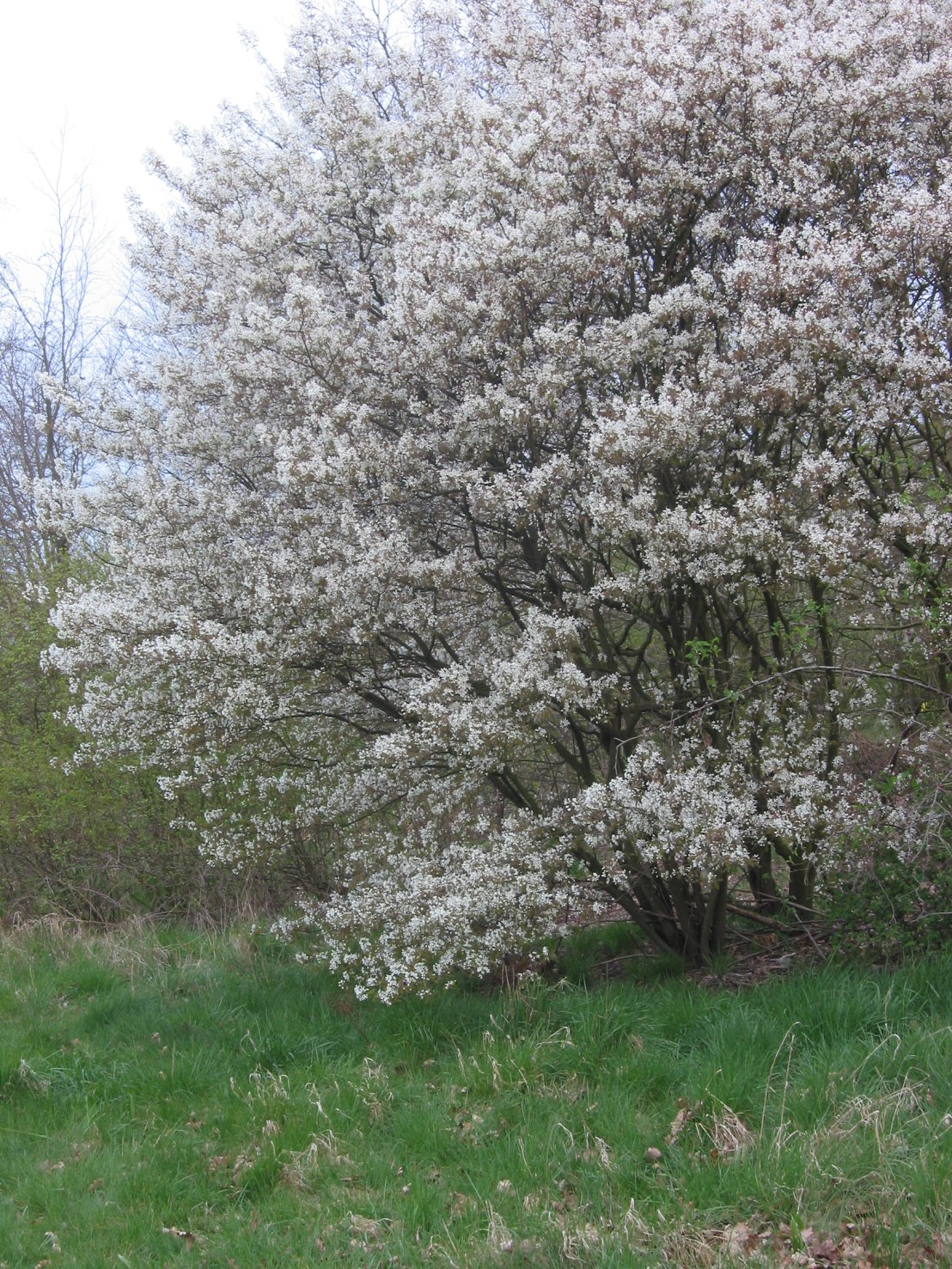
Strauch in Blüte

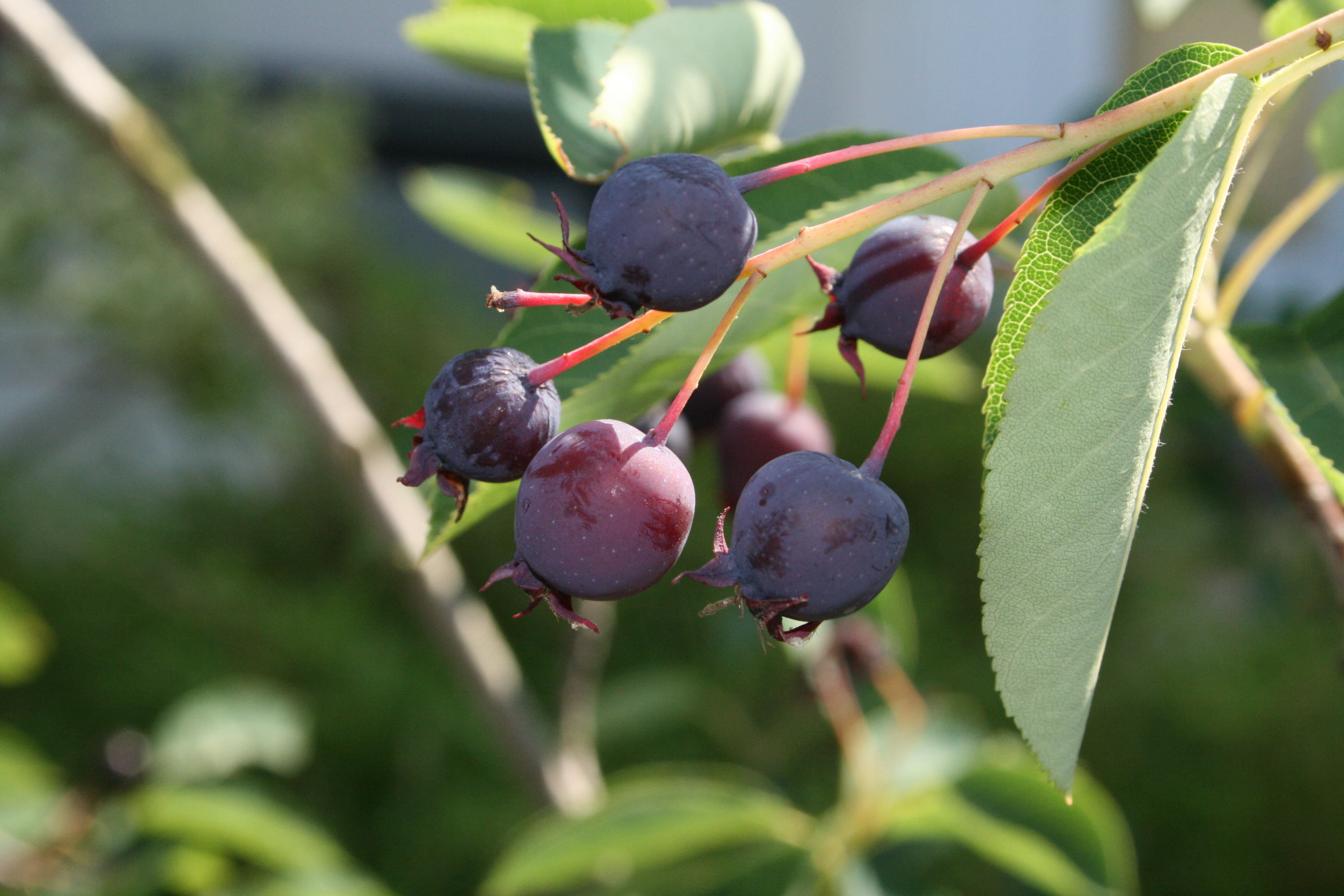
Reife Früchte

## Verbreitung und Standortansprüche
Das Ursprungsgebiet der Kupfer-Felsenbirne liegt im nordöstlichen Nordamerika, wo jedoch heute keine wild vorkommenden Pflanzen mehr bekannt sind, die in ihren morphologischen Merkmalen den europäischen Populationen entsprechen. Im atlantisch beeinflussten Westeuropa kommt sie als Neophyt vor. Möglicherweise ist die Art durch Hybridisierung mit Beteiligung von Amelanchier laevis entstanden. Außer in Nordwestdeutschland ist sie besonders in Südengland, Nord-Belgien und den Niederlanden vollständig eingebürgert und muss als Agriophyt eingestuft werden.
Verwildert kommt die Kupfer-Felsenbirne in Mitteleuropa besonders an den Rändern bodensaurer Eichenwälder vor. Sie verträgt Frost und Staunässe ebenso wie zeitweilige Trockenheit.

## Botanische Geschichte und Verwendung
Die erste Beschreibung der Art lieferte 1782 der Botaniker Jakob Friedrich Ehrhart unter dem Namen Pyrus botryapium und ordnete sie damit in die Gattung der Birnen ein. Erst mit der Aufstellung der Gattung Amelanchier durch den deutschen Gelehrten Friedrich Kasimir Medikus im Jahr 1789 wurde die Kupfer-Felsenbirne von den Birnen abgetrennt, aber auch von Mispeln und Weißdornen, denen man sie zeitweilig ebenfalls zugerechnet hatte. Zum Ende des 18. Jahrhunderts war sie bereits in vielen botanischen Gärten und Parks in Kultur. Im 19. Jahrhundert wurde sie in mehreren niederländischen Provinzen und in Teilen Niedersachsens und Westfalens von den Bauern als Obstgehölz angepflanzt. Da ihr die klimatischen Bedingungen im nordwestlichen Europa zusagten, verwilderte sie vielerorts. Sie wurde jedoch irrtümlich für die ebenfalls aus Nordamerika stammende Amelanchier canadensis gehalten und bis in die 1970er Jahre meist unter diesem Namen gehandelt. Ihren heute akzeptierten wissenschaftlichen Namen Amelanchier lamarckii erhielt die Art erst im Jahr 1968 durch den deutschen Botaniker Fred-Günter Schroeder. Mit dem Artepitheton wird der französische Botaniker Jean-Baptiste de Lamarck geehrt, der die Pflanze im Jahr 1783 unter dem Namen Crataegus racemosa beschrieben hatte.
Seit den 1960er Jahren wird die Kupfer-Felsenbirne häufig für Gehölzpflanzungen in Innenstädten und entlang von Straßenböschungen verwendet. Dabei finden zunehmend durch Zucht veränderte Sorten Verwendung, die sich durch größere Früchte (Kultivar 'Ballerina') oder rosa überlaufene Blüten (Kultivar 'Rubescens') auszeichnen.
Das Holz ist hart und recht schwer, allerdings ist es nur in kleinen Mengen verfügbar.